# ティピティーナ
「ティピティーナ」（Tipitina）はニューオーリンズのピアニスト、シンガーのプロフェッサー・ロングヘアが作詞作曲し、最初にレコーディングした楽曲である。彼のオリジナル・バージョンは1953年にレコーディングされ、翌1954年2月、アトランティック・レコードによってリリースされた。オリジナル盤の作曲者クレジットにはプロフェッサー・ロングヘアの法的な名前である「ロイ・バード」とともにレコーディング・エンジニアの「コズィモ・マタッサ」の名前が共作者として記載されているものの、彼が実際に曲作りに関与したのかは定かではない。
この曲は多くの人にカバーされ、ニューオーリンズ音楽のスタンダード曲と考えられている。ニューオーリンズのライブハウス、ティピティーナスはこの曲がその名前の由来である。また、ティピティーナス財団も同様にこの曲から名前が付けられた。

## 概要
プロフェッサー・ロングヘアの名で知られるピアニストのヘンリー・ローランド・"ロイ"・バードは、傑出したニューオーリンズのミュージシャンであった。彼はブルース、ラグタイム、ザディコ、ルンバ、マンボ、カリプソといった音楽を取り入れたシンコペーション・リズムの音楽を演奏した。彼の歌声の特徴はしゃがれ声であると言われる。
様々なレーベルを渡り歩いた彼のキャリアは1949年にスター・タレント・レーベルからリリースされた「Mardi Gras In New Orleans」と「She's Got No Hair」によって始まった。彼のこの時のグループは「プロフェッサー・ロングヘア&ザ・シャッフリング・ハンガリアンズ」とクレジットされた。その1年後、ロイ・バード&ヒズ・ブルース・ジャンパーズ名義でマーキュリー・レコードに「She's Got No Hair」を「Bald Head」のタイトルで改めてレコーディング。これが彼の唯一の全米R&Bヒット曲となっている（最高位5位）。
1953年、アトランティックに「ティピティーナ」をレコーディングし、これが彼の代表曲となっている。

## 詳細
曲の旋律は、チャンピオン・ジャック・デュプリーの「Junker's Blues」から引用されている。ローリング・ストーン誌は、この曲はルンバ・スタイルの楽曲で、典型的なニューオーリンズのスタンダートとして定着したとしている。ロングヘアを1992年に殿堂入りさせたロックの殿堂は「ティピティーナの意味を持たない歌いまわしと細かいリズムを刻むピアノの左手は、いずれもニューオーリンズの音楽の象徴的で不可欠な存在だ」と評している。
アラン・トゥーサンはこの曲を学んだ自身の体験について成長過程で通過する儀式のようなものと表現している。
ニューオーリンズではリリースされた当初ヒットとなったが、全米では同様のヒットとなることはなかった。1953年のプロフェッサー・ロングヘアのバージョン、並びに1972年のドクター・ジョンのバージョンは共に「Billboard Hot 100にチャート入りしなかった古典作品」と考えられている。

## タイトルの由来
歌詞の題材であるティピティーナが何を意味するのかについてはわかっていない。地名、あるいは人名ではないかと言われている。2020年のWWOZのピアノ・ナイトの放送の中で公開された ドクター・ジョンのインタビューによると、彼はティピティーナは鳥の種類あるいは名前と聞いたことがあるとのことだが、彼も以後そのような情報には再び接してはいないという。
ヒュー・ローリーは2011年にこの曲をカバーしているが、彼はその謎について次のようにコメントしている。「僕は知らない方がいいと思っているよ。その方が曲に神秘性と力が加わり、聴くことによって笑うことも泣くこともいっぺんにできるんだから」。
ロングヘア本人は、インタビューの中で、「ティピティーナという名前の火山が噴火したと聞き、この名前を付けた」と語ったことがあるが、このコメントも事実としては確認されていない内容である。

## 評価と反響
2011年、この曲はその文化的意義が認められ、全米録音資料登録簿に加えられた。ロングヘアは、この曲でグラミーの殿堂賞を受賞している。
この曲はロックの殿堂が1994年に作成した「ロックを形作った偉大な500曲」の中に入っている。この曲はまた、オーストラリアの音楽ジャーナリスト、トビー・クレスウェルの「1001曲：歴史上の偉大な楽曲とアーテイスト、背景にある物語と秘密」（2006年）、ブルース・ポラックの「ロックンロール・インデックス：ロックンロール時代の最も重要な7500曲」（2005年）のリストにも含まれている。
全米録音資料登録簿がこの曲に関して出した発表で以下のように述べられている。「ファッツ・ドミノ、ヒューイ・"ピアノ"・スミス、ジェイムズ・ブッカー、ドクター・ジョン、アラン・トゥーサンらニューオーリンズのピアニストたちに刺激と影響を与えた音楽のアイデアと性質が特徴的に集約されている楽曲である」。またクレスウェルは、「ティピティーナ」はニューオーリンズのリズムを輝かしいパッケージにまとめたとコメントしている。

## プロフェッサー・ロングヘアによる演奏

### オリジナル・シングル
プロフェッサー・ロングヘアのオリジナル・バージョンは1953年11月にニューオーリンズでレコーディングされた。「プロフェッサー・ロングヘア＆ヒズ・ブルース・スカラーズ（Professor Longhair & His Blues Scholars）」名義だった。ジョン・クロズビーの著書『Professor Longhair : a bio-discography』（1983年）によると、参加ミュージシャンは：
- ロイ・バード Roy Byrd - ボーカル、ピアノ
- リー・アレン Lee Allen - テナー・サクソフォーン
- フランク・フィールズ Frank Fields - ベース
- アール・パーマー Earl Palmer - ドラムス
- アルヴィン・"レッド"・タイラー Alvin "Red" Tyler - バリトン・サクソフォーン

しかしながら、アトランティック・レコードのディスコグラフィーではベーシストはエドガー・ブランチャード（Edgar Blanchard）となっている。「Blues Discography 1943 - 1970 Later Years (2nd Edition)」もベーシストはブランチャードとしており、同書ではさらにギタリストとしてウォルター・ネルソン（Walter Nelson）が参加しているとしている。
このバージョンはSP盤のシングルとして1954年にリリースとなった。このバージョンは、未発表別テイクも収録した1972年の『New Orleans Piano』を含むいくつかのアルバムに収録されている。その他の収録アルバムとしては、『Martin Scorsese Presents the Blues: Piano Blues』（2003年）、 『Doctors, Professors, Kings & Queens』（2004年）がある。

### 再演
プロフェッサー・ロングヘア自身、この曲を複数回レコーディングしている。
『New Orleans Piano』収録(1972年、1953年にレコーディングされたバージョンの別テイク)
『Rock ‘n’ Roll Gumbo』（1974年） - この1974年のバージョンは1985年にCDリリースのためにリミックスされた。1987年の映画『The Big Easy』のサウンドトラックに使用されたのは、このリミックス・バージョンである。
『House Party New Orleans Style: The Lost Sessions 1971–1972』収録（1987年、1972年録音の未発表音源）

## 主なカバー・バージョン
| 年     | アーティスト名                       | 収録アルバム                        |
| ------ | ------------------------------------ | ----------------------------------- |
| 1972年 | ドクター・ジョン                     | 『Dr. John's Gumbo』                |
| 1990年 | ワイルド・マグノリアス               | 『I'm Back … At Carnival Time!』    |
| 2007年 | ジョー・クラウン                     | 『Old Friends』                     |
| 2008年 | ミッチ・ウッズ                       | 『Jukebox Drive』                   |
| 2008年 | ジョン・クリアリー                   | 『Mo Hippa』                        |
| 2010年 | 有山岸（有山じゅんじ、山岸潤史）     | 『そろそろおこか〜CARELESS LOVE〜』 |
| 2011年 | ヒュー・ローリー                     | 『Let Them Talk』（デビュー作）     |
| 2012年 | チャーリー・ウッド                   | 『Lush Life』                       |
| 2012年 | グレン・デイヴィッド・アンドリューズ | 『Live at Three Muses』             |
| 2013年 | ニューオーリンズ・サスペクツ         | 『Caught Live at The Maple Leaf』   |
| 2015年 | ジェイムズ・ブッカー                 | 『Live from Belle Vue』             |

## 大衆文化への広がり
- ボー・ドリス&ザ・ワイルド・マグノリアスのバージョンは、テレビ・シリーズの『BONES -骨は語る-』シーズン1のエピソード「消えた記憶 (Man in the Morgue)」（ニューオーリンズが舞台となっている）で使用された[33]。
- HBOのドラマ・シリーズ『Treme』（ハリケーン・カトリーナ後のニューオーリンズをテーマとした内容）シーズン3の最終エピソード（2012年11月25日放映）は「Tipitina」と銘打たれ、この曲が2回使われている[34]。
- 2005年のドキュメンタリー映画『Make It Funky!』（ニューオーリンズの音楽の歴史を紹介し、そのリズム・アンド・ブルース。ロックンロール、ファンク、ジャズへの影響について紹介する内容）の中でアラン・トゥーサンとジョン・クリアリーのデュオ形式でのこの曲の演奏がフル映像で登場する[35][36]。